# Hashim Thaçi
Hashim Thaçi (Skënderaj, 24 april 1968) is een Kosovaars politicus. Van 2016 tot 2020 was hij president van Kosovo. Gedurende de Kosovo-oorlog was Thaçi een van de commandanten van het Kosovaarse Bevrijdingsleger.

## Studie en loopbaan
Hashim Thaçi studeerde filosofie en geschiedenis aan de Universiteit van Pristina. Gedurende zijn studietijd was hij studentenleider tijdens de protesten die in 1989 uitbraken nadat Slobodan Milošević Kosovo de autonome status als Socialistische Autonome Provincie Kosovo afnam en terugbracht naar de status van Autonome Provincie Kosovo, zoals de Servische provincie deze ook had tot 1974.
In 1993 voegde Thaçi zich bij geëmigreerde Kosovaarse Albanezen in Zwitserland, waar hij postacademische studies in geschiedenis en internationale betrekkingen aan de Universiteit Zürich volgde. Daar werd hij oprichter van de Volksbeweging van Kosovo (Albanees: Lëvizja Popullore e Kosovës), een Marxistisch-Leninistische Kosovo-nationalistische politieke partij.

### Kosovaars Bevrijdingsleger
In 1993 werd Thaçi lid van de inner circle van het UÇK en werd verantwoordelijk voor financiën, training en bewapening van rekruten. In 1998 werd hij gekozen tot politiek directeur, een jaar nadat hij in Servië was veroordeeld tot tien jaar gevangenisstraf wegens terrorisme.
Thaçi voerde in de eerste paar maanden van 1999 de onderhandelingen voor het Kosovo Bevrijdingsleger over het Akkoord van Rambouillet en stelde zich op als leider van de Kosovaren. Met steun van de Verenigde Staten passeerde Thaçi hiermee zowel Ibrahim Rugova (schaduwpresident van Kosovo) en Bujar Bukoshi (schaduwpremier) en vervulde als tweede de rol van premier in ballingschap en hoofdvertegenwoordiger van het verzet van Kosovo van 2 april 1999 tot 1 februari 2000.
In zijn tijd als strijder van het Kosovo Bevrijdingsleger ontpopte Thaçi zich als meedogenloos leider. Volgens een artikel in The New York Times, gebaseerd op een groot aantal getuigenverklaringen, executeerde Thaçi zes commandanten van het Kosovo Bevrijdingsleger omdat ze niet gehoorzaamden. Anderen maakten melding van zijn betrokkenheid bij moorden op vijf rivalen. Het Joegoslavië-tribunaal noch Human Rights Watch hebben bewijzen tegen hem kunnen vinden. Wel werd Thaçi in 1997 in afwezigheid berecht en veroordeeld door de Servische autoriteiten in Pristina voor terroristische daden, in verband met zijn activiteiten voor het Kosovo Bevrijdingsleger.

### Premier en onafhankelijkheid
Na de verkiezingen van 17 november 2007 werd Thaçi Hashim op 9 januari 2008 door het Kosovaarse parlement gekozen tot premier van Kosovo, met 85 stemmen voor en 22 tegen.
Op 16 februari 2008 kondigde Thaçi aan hij de volgende dag, op 17 februari, de "wil van de bevolking zou implementeren" door de onafhankelijkheid van Kosovo uit te roepen, wat hij ook deed. De voorganger van Thaçi als premier was Agim Çeku. Tegen Çeku, ooit zijn militaire bevelhebber, had hij een nietsontziende oppositie gevoerd.

### Rapport van de Raad van Europa (2010)
Op 14 december 2010 werd bekend dat de Raad van Europa de Dreniça-groep, waarvan Thaçi aan het hoofd stond, in verband bracht met grootschalige heroïnehandel, illegale orgaanhandel en daarmee in verband staande moorden. Volgens de Raad zou de inner circle rondom Thaçi Serven hebben ontvoerd naar Albanië en ze daar hebben vermoord. Daar hadden ze hen ook van hun organen ontdaan die ze later op de zwarte markt voor grote bedragen verkochten. De Dreniça-groep voerde volgens het rapport nog tot een jaar na de oorlog moorden, arrestaties, mishandelingen en verhoren uit.
Volgens Thaçi zou het gaan om laster. De Europese Unie heeft de Raad van Europa gevraagd om de bewijzen openbaar te maken.
Op 24 april 2020 werd Thaçi samen met Kadri Veseli, sinds 2016 partijleider, door de speciale aanklager van de Kosovorechtbank aangeklaagd voor oorlogsmisdaden en misdaden tegen de menselijkheid.

#### Proces: Den Haag
Thaçi wordt in november 2020 gearresteerd, en in april 2023 begint het proces tegen hem en vier andere verdachten in het Kosovo-tribunaal in Den Haag. In de tussenliggende 2,5 jaar werd het proces voorbereid.
Fatmir Sejdiu · Behgjet Pacolli · Atifete Jahjaga · Hashim Thaçi · Vjosa Osmani
- Bibsys: 1615360582915
- Gemeinsame Normdatei: 121571297
- International Standard Name Identifier: 0000 0001 1475 5533
- Library of Congress Control Number: n2009008407
- Nationale Bibliotheek van Tsjechië: xx0109392
- Virtual International Authority File: 78845716
- WorldCat: E39PBJy4gQqGybQfdX3v9HwXBP